# Sony Ericsson Live with Walkman
El Sony Ericsson Live with Walkman, también conocido como WT19, es un teléfono inteligente de Sony Ericsson de la serie Walkman y Xperia. Equipado con sistema operativo Android (con capa de personalización de Sony) 2.3 (Gingerbread), actualizable a 4.0 (Ice Cream Sandwich). Cuenta con un procesador Qualcomm Snapragon de 1 GHz, pantalla TFT de 3.2 pulgadas con resolución HVGA. Posee dos cámaras; la trasera es de 5 megapíxeles y con cámara de video en HD 720p; la delantera es de resolución VGA (0,3 megapixeles.). Está disponible en negro con detalles en verde, amarillo o azul, y en blanco con detalles en naranja.

## Hardware

### Pantalla
El Sony Ericsson Live with Walkman es un terminal de gama media baja con pantalla capacitiva de 3.2 pulgadas con resolución de 320 × 480 (HVGA). Soporta interacción multitáctil de hasta 4 puntos (dedos); su pantalla TFT-LCD es resistente a rasguños, tiene una densidad de pixeles de 180 ppi y reproduce hasta 16 777 216 colores.

### Procesador y memoria
Posee un procesador Qualcomm MSM8255 de 1 GHz Scorpion (Snapragon S2), una GPU Adreno 205, RAM de 512 MB utilizable por el usuario sólo 335 MB, el resto (177 MB) es utilizado por el sistema android; y 320 MB de memoria interna. La memoria expandible, utiliza tecnología micro SD y soporta hasta 32 GB.

### Cámara
La cámara trasera es de 5 megapixeles, con zum digital 8x, Flash LED incluido, capacidad para tomar fotos panorámicas en 3D y normal, cuenta con detector de rostro y sonrisa, geotagging y auto enfoque; la cámara de video filma en HD 720p. La cámara delantera es VGA tanto para fotos como para video.

### Altavoces y sonido
Por ser un teléfono inteligente de la serie Walkman viene equipado con 2 amplificadores de sonido o altavoces estéreo, integran la tecnología creada por Sony Ericsson, incorporada en los Walkman con android y algunos Teléfonos inteligentes de Sony denominada xLOUD, que amplifica la capacidad sonora de los parlantes, sin perder la calidad del sonido, ni vida útil; además cuenta con la entrada/salida de audio tradicional Jack (3.5mm) y en su alrededor cuenta con una luz anaranjada que al activarse parpadea al ritmo de la canción que suena en la aplicación Walkman.

## Software
El Sony Ericsson Live with Walkman opera con sistema operativo Android 2.3.4 (Gingebread), el cual es actualizable a la versión 4.0.4 (Ice Cream Sandwich), núcleo 2.6.32.9-perf, compilación 4.1.B.0.587. 
Además, es posible instalar ROM's para cambiar el estilo del dispositivo. También es posible rootear el dispositivo para tener control total del equipo.
Es posible, a través de un cable USB to Go, conectar diferentes tipos de dispositivos como: mouse, teclado, discos duros, pendrives, mandos de videojuegos, etc.